# Weehawken

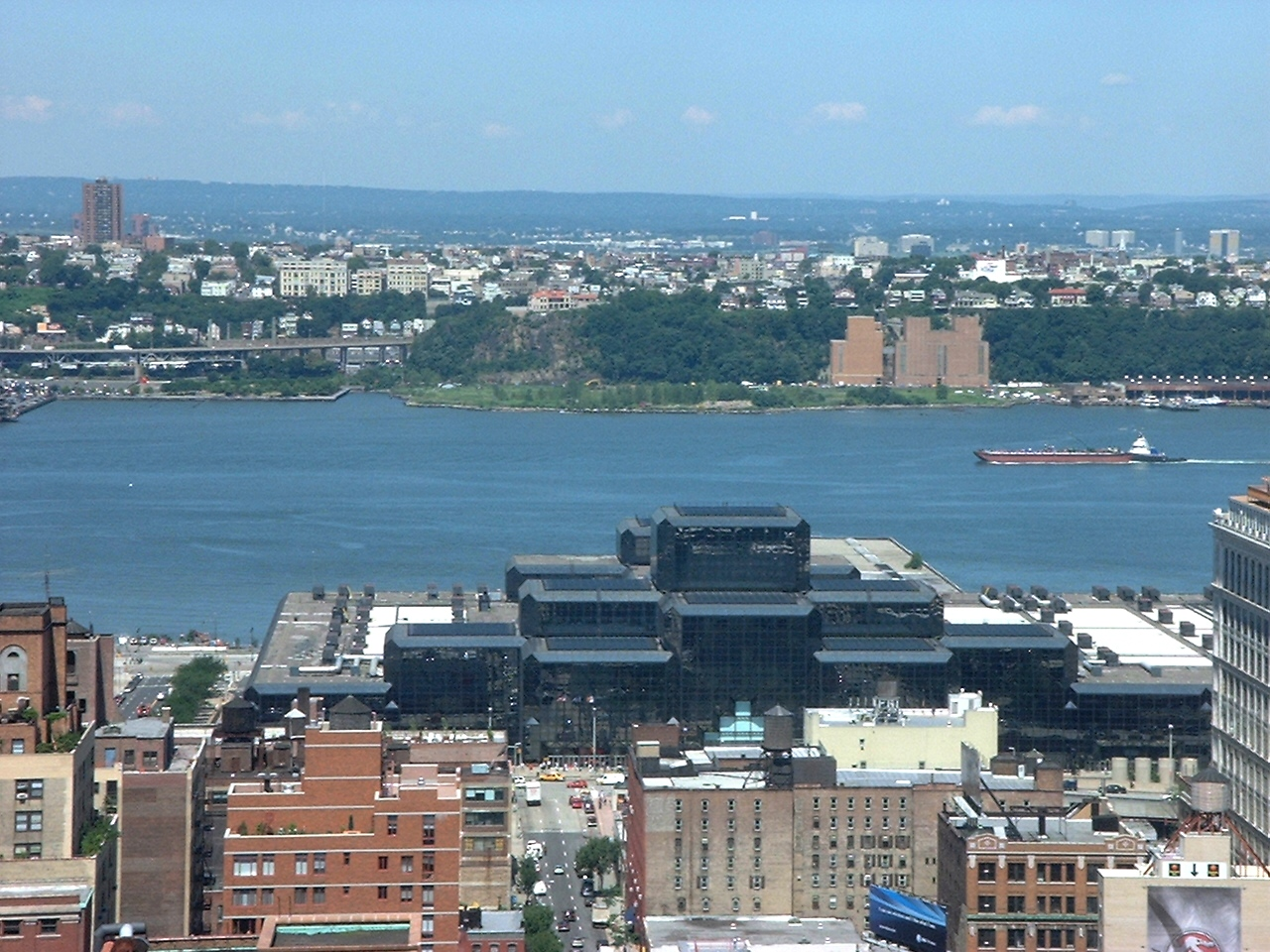
Weehawken aan de overzijde van de Hudson

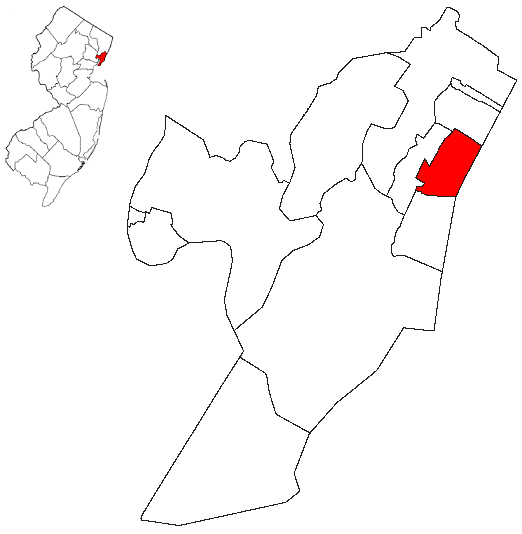
Weehawken

Weehawken is een plaats in de Amerikaanse staat New Jersey en heeft de bestuurlijke functie van een township. De plaats had in 2020 17.197 inwoners.
Weehawken maakt deel uit van de agglomeratie New York en ligt aan de Hudson, tegenover de borough Manhattan van New York, waar het middels de Lincoln Tunnel mee verbonden is.

## Sport
In 2011 werd bekendgemaakt dat er een Formule 1-race gehouden zou worden in Weehawken en West New York als de Grand Prix Formule 1 van Amerika, beginnend in 2013. Uiteindelijk is de Grand Prix nooit van de grond gekomen.

## Bekende inwoners

### In Weehawken geboren
- Kate Pierson (1948)

### In Weehawken overleden
- Thelonious Monk (1917-1982)